# Хули (район, Китай)
Хули́ (кит. упр. 湖里, пиньинь Húlǐ) — район городского подчинения города субпровинциального значения Сямэнь провинции Фуцзянь (КНР).

## История
Исторически эти места были частью уезда Тунъань (同安县). После Синьхайской революции новыми республиканскими властями порт Сямэнь и прилегающие острова были в 1912 году выделены из уезда Тунъань в отдельный уезд Сымин (思明县). В 1915 году острова были выделены в отдельный уезд Цзиньмэнь. В апреле 1935 года был официально создан город Сямэнь, а на оставшейся части уезда Сымин был создан Особый район Хэшань (禾山特种区).
На завершающем этапе гражданской войны эти места были заняты войсками коммунистов осенью 1949 года, и Сямэнь стал городом провинциального подчинения; в северной части острова был образован район Хэшань (禾山区). В январе 1958 года район Хэшань был расформирован, и северная часть острова Сямэнь вошла в состав Пригородного района (郊区).
В августе 1987 года Пригородный район был расформирован, а на его месте были образованы районы Хули и Цзимэй.

## Административное деление
Район делится на 5 уличных комитетов.